# Умин-Дол
У́мин-Дол (мак. Умин Дол) — село у Північній Македонії, входить до складу общини Куманово Північно-Східного регіону.
Населення — 442 особи (перепис 2002) в 140 господарствах.